# Comuna Podillea, Veselînove
Podillea (în ucraineană Поділля) este o comună în raionul Veselînove, regiunea Mîkolaiiv, Ucraina, formată din satele Hrîhorivka, Novohrîhorivka, Novosilka, Perveneț și Podillea (reședința).

## Demografie
Componența lingvistică a comunei Podillea
     Ucraineană (91,1%)
     Rusă (4,34%)
     Română (3,16%)
     Alte limbi (0,58%)
Conform recensământului din 2001, majoritatea populației comunei Podillea era vorbitoare de ucraineană (91,1%), existând în minoritate și vorbitori de rusă (4,34%) și română (3,16%).